# Троицкий сельсовет (Кочковский район)
Троицкий сельсовет — сельское поселение в Кочковском районе Новосибирской области Российской Федерации.
Административный центр — посёлок Троицкий.

## История
Статус и границы сельского поселения установлены Законом Новосибирской области от 2 июня 2004 года № 200-ОЗ «О статусе и границах муниципальных образований Новосибирской области»

## Население
| 2002 | 2010 | 2012 | 2013 | 2014 | 2015 | 2016 |
| ---- | ---- | ---- | ---- | ---- | ---- | ---- |
| 816  | ↘613 | ↘599 | ↘588 | ↘579 | ↘564 | ↗570 |
| 2017 | 2018 | 2019 | 2020 | 2021 |      |      |
| ↘565 | →565 | ↘547 | ↘521 | ↘511 |      |      |

## Состав сельского поселения
| № | Населённый пункт | Тип населённого пункта          | Население |
| - | ---------------- | ------------------------------- | --------- |
| 1 | Земировский      | посёлок                         | ↘37       |
| 2 | Рождественский   | посёлок                         | ↘62       |
| 3 | Троицкий         | посёлок, административный центр | ↘514      |